# TAG Heuer
TAG Heuer je švicarska tvrtka koju je osnovao Edouard Heuer 1860., a bavi se proizvodnjom luksuznih ručnih satova.

## Povijest tvrtke
Godine 1895., tvtka patentira prvo vodootporno kućište za džepni sat, a
1912. proizvode prve ženske satove. Četiri godine nakon, proizvode Micrograph, prvu štopericu s preciznošću 1/100 sekunde. Njihov najprodavaniji sat, model Carrera, predstavljaju 1964., a sljedeće godine proizvode Microtimer - prvu štopericu s preciznošću od 1/1000 sekunde. Godine 1969. predstavljaju model Monaco - prvi vodootporni sat s kvadratnim kućištem, a sljedeće godine Steve McQueen postaje ambasador firme. Model Kurium predstavljaju 1997., a 1998. izlazi i model Link. Godinu kasnije TAG grupacija prodaje brend TAG Heuer Francuskom luksuznom konglomeratu Moët Hennessy Louis Vuitton S.A (LVMH) za 739 milijuna dolara. Godine 2015., TAG Heuer je na tržište plasirao svoj prvi pametni sat koji je koštao 1800 dolara, a nedavno je tvrtka predstavila svoju novu uzdanicu TAG Heuer Connected Modular 45, prvi modularni sat koji radi na Android sustavu.

## Formula 1
TAG Heuer se prvi put u Formuli 1 pojavio 1971. kao sponzor momčadi Scuderia Ferrari, a 1986. postaje sponzor McLarena. Nakon 30 godina, TAG Heuer i McLaren su raskinuli dugogodišnje partnerstvo. Od 2016. je započeo partnerstvo s momčadi Red Bull Racing. Momčad je koristila  Renaultove motore od 2007., a od 2016. TAG Heuer je dobio prava da taj motor bude brendiran pod njihovim imenom.